# Ванда де Хесус
Ванда де Хесус (енгл. Wanda De Jesus; Њујорк, 26. август 1958) је америчка телевизијска и филмска глумица.
Де Хесусова је најпознатија по улози Арлин Гонзалес у серији Ред и закон: Лос Анђелес.